# 콰트로 피우미 분수

콰트로 피우미 분수

콰트로 피우미 분수(이탈리아어: Fontana dei Quattro Fiumi)는 이탈리아 로마에 있는 분수다. 나보나 광장에 있다. 1651년 잔 로렌초 베르니니가 교황 인노첸시오 10세를 위해 설계했다.